# Danilo Gabriel de Andrade
Danilo Gabriel de Andrade (født 11. juni 1979) er en brasiliansk fodboldspiller.